# Wobbler

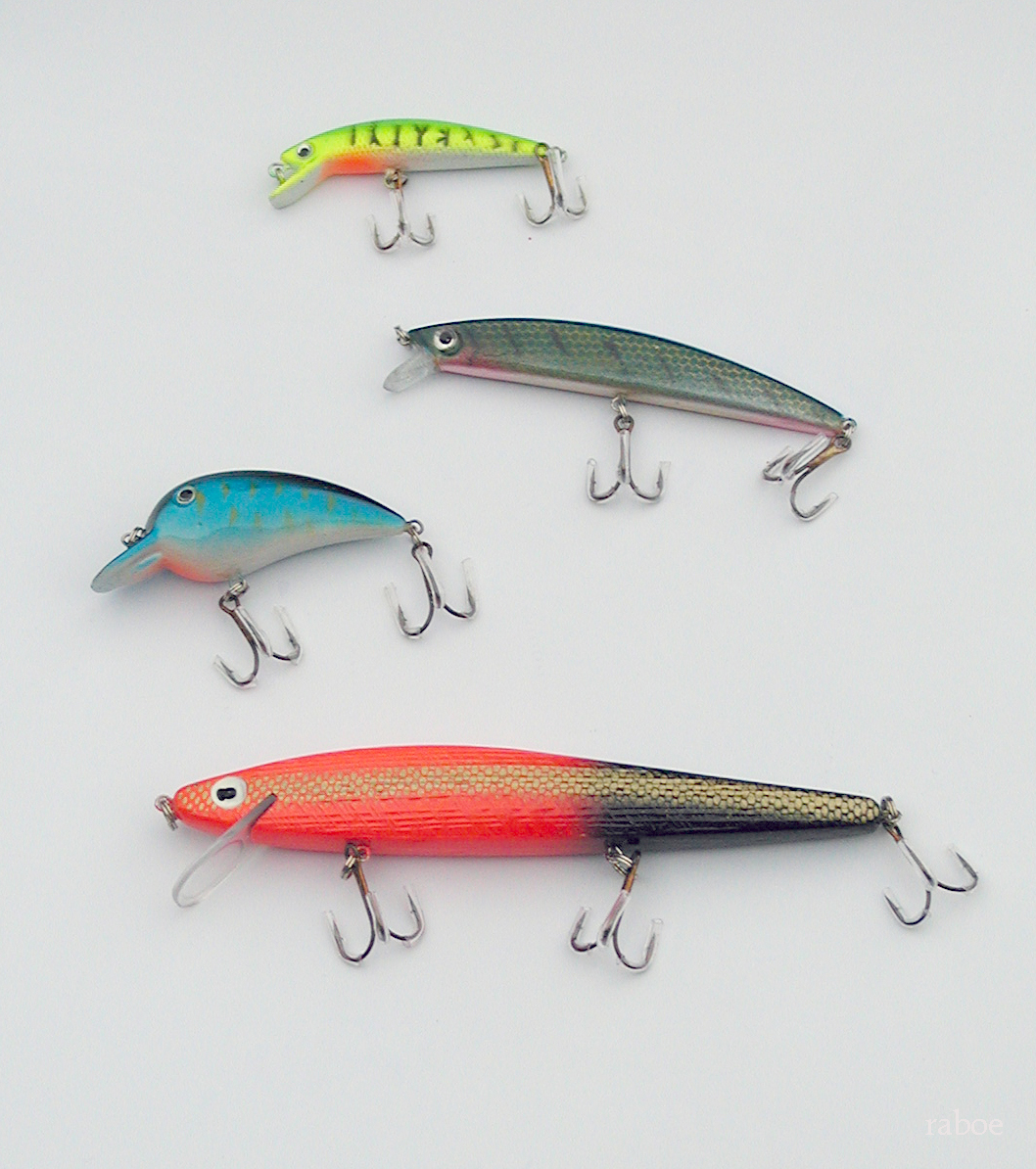
Wobbler

En wobbler är ett fiskedrag med krokar som oftast är tillverkad i antingen trä eller plast. Skillnaden mot en spinnare är att wobblern inte ska snurra utan rör sig enbart i sid- och höjdled när den fungerar som den ska. En wobbler kan vara sjunkande, svävande eller flytande och är oftast utrustad med en, två eller tre trekrokar. De flesta wobbler är utrustade med rasselkulor som skapar lockande ljud. En wobbler kan vara ledad, vilket betyder att den består av två eller flera delar som är löst sammanfogade, för att få ett livligare rörelsemönster.
Rovfisken finner den wobblande rörelsen attraktiv eller retfull och den hugger då på wobblern. Ett fiskedrag som wobblar kan man använda med kastspö och rulle, eller så kan man ro drag.

## Haksked
Hakskedar används på en del wobbler för att skapa en bra gång. De finns både i metall och plast. Det finns även ställbara och de kan ställas in på olika djup. Skedens form har betydelse för gången i vattnet. Är skeden kort går wobblern vid ytan eller strax under. Är skeden däremot lång går wobblern djupt. Skedens vinkel har också betydelse.

## Jerkbait
Jerkbait är en typ av wobbler utan sked som rycks fram med lodräta "jerks". Vid spinnstopp glider betet ut i sidled och "fladdrar" lite vilket i Sverige attraherar i första hand gädda men även abborre. Det här är dock endast en typ av Jerkbait som kallas "Darters". Det är de som blivit mest populära i Norden. Andra typer av jerkbeten är exempelvis ytbeten, som nog mest förknippas med jerkbaitfiske, eller propellerbeten som ringlar sig fram över ytan med hjälp av en eller två propellrar monterade fram och/eller bak. Jerkbaiten är ursprungligen från USA och har blivit populära i Sverige först på senare år. Jerkbait används ofta för gädda och även någon enstaka abborre.

## Kända wobbler

### Australien
- Halco Poltergeist är en plastwobbler från Australien som är utrustad med haksked i plast. Om man använder den flytande varianten så kan man lossa bottennapp genom att ge wobblern frilina då den flyter baklänges. Den finns inte som ledad och är utrustad med två trekrokar. Märkning på hakskeden anger vilket djup den beräknas arbeta sig ner på.

### Danmark
- Jensen Flamingo är en sjunkande wobbler ifrån Danmark tillverkad i plast. Den saknar haksked och är utrustad med en trekrok. Den var populär under 1980-talet. Den finns intej som ledad. Jensen tillverkade även skeddrag och spinnare.

### Finland
- Kateus
- Nils Master
- Rapala

### Frankrike
- Sosy
- Plucky

### Japan
- Megabass Xpod

### Polen
- Salmo Fatso är ett jerkbait ifrån Polen som är utrustad med två trekrokar och är antingen flytande eller sjunkande. Det finns både med och utan haksked samt i två olika storlekar, 10 cm och 14 cm. Den används främst till fiske efter gädda. Salmo Fatso finns också som wobbler och heter då Salmo Fatso Crank och är mycket grundgående.
- Salmo Slider är en ovalformad wobbler utrustad med två trekrokar som används vid jerkfiske liknande kroppsformen på en braxen kommer från Polen och blev populär under 2000-talet. Den är gjord i plast och finns både i flytande och sjunkande (märkt längst bak vid akterkroken med s och f, om de är sjunkande eller flytande) i fyra olika storlekar (5 cm, 7 cm, 10 cm och 12 cm) finns inte som ledad eller med rasselkulor. De större storlekarna används främst till gädda, den mindre fångar främst abborre, havsöring och regnbåge.

### Serbien
- MB Star Goldy
- Ugly Duckling "den fula ankungen" är en wobbler utrustad med haksked och två trekrokar och kommer från Serbien. Den är tillverkad i balsaträ, men finns även i plast och är flytande eller sjunkande. Den finns både som ledad och icke-ledad. Bäst lämpad att fiska med i strömmande vatten.

### Sverige
- Abu Hi-Lo är en plastwobbler från Sverige som lanserades 1955. Den är utrustad med haksked i metall som är ställbar så att man kan välja olika djup. En annan wobbler med liknande funktion är Megabass Xpod. Den största väger 40 gram. Den är utrustad med 2 eller 3 trekrokar och finns både i flytande och sjunkande samt ledad eller ej ledad. Den finns i fyra storlekar som ej ledad och en som ledad. Abu Hi-Lo har tillverkats i Sverige till 1980. Därefter tillverkas den i Taiwan och Japan och Kina. Det finns märkning på buken som talar om ursprunget. Den används främst till fiske efter gädda och gös i Sverige.
- Abu Killer är en plastwobbler som började tillverkas under 1960-talet. Den tillverkades ett tag i USA av Rebel wobbler.
- Gladsax wobbler
- Gäddmadamen är en stor gäddwobbler för trolling eller spinn med kraftigare spön. Den började säljas som provproduktion på Tradera för att efter år 2013 säljas på nätet direkt från tillverkaren.
- Westins
- Vicke wobbler är en plastwobbler ifrån Sverige som blev populär under 1980-talet, den saknar haksked och är alltid sjunkande. Den har antingen en dubbel- eller trekrok längst bak och kallades förr även för Älvkarlebywobblern. De första provexemplaren var gjorda i trä innan den kom ut i handeln. Används främst vid fiske efter havsöring men den har också fångat stora gäddor, dock mestsom slumpfiskar i samband med fiske efter havsöring.
- Zalt är en wobbler ifrån Sverige som blev mycket populär under 1990-talet. Den har alltid två trekrokar och finns både som flytande och sjunkande, men ej som ledad. Linan eller tafsen fästs i en ögla i nosen på Zaltwobblern.

### Tyskland
- DAM, en träwobbler

### USA
- Bomber wobbler är en wobbler med haksked ifrån USA, som började användas i Sverige i stor utsträckning under 1980-talet. Den tillverkas i plast och är utrustad med två eller tre trekrokar. I den finns en ihålighet med en eller flera rasselkulor. Den finns som ledad och icke-ledad.
- Cisco Kid
- Cobbs är ett fiskedrag av typen wobbler. Den är utförd i trä och är målad och lackad och saknar haksked. Den tillverkas i USA för hand och är utrustad med två trekrokar. Den används i Sverige främst vid fiske efter gädda.
- Heddon
- Rebel wobbler är en wobbler från USA som finns både som sjunkande och flytande, samt ledad. Rebel wobbler tillverkade även wobbler åt Abu Killer, samt en wobbler som heter Jawbreaker.
- River Run Manta är en wobbler från USA tillverkad av River Run. Denna wobbler har en annorlunda konstruktion än de flesta andra. Suick liknar den dock, då den saknar haksked, men har en stor sked i genomskinlig plast i aktern, vilket gör att den rör sig mycket i sidled. Den är utrustad med två trekrokar och finns både i sjunkande och flytande, dock inte som ledad. Den är tillverkad i plast.
- Suick
- Swim Whizz
- Whopper Stopper tillverkade bland annat en wobbler som heter Throbber (pulseraren) som flyter och saknar haksked. Det finns en ihålighet i den där en fjäder sitter med en rasselkula. Den går i ytan som en skadad fisk. Den kom ifrån Texas och är numer uppköpt av Heddon. Den finns ej som ledad och är utrustad med två trekrokar.